# Louis Antoine de Bourbon–Condé
Louis Antoine Henri de Bourbon–Condé (Chantilly, 1772. augusztus 2. – Vincennes, 1804. március 21.), a Bourbon-ház Condé ágából származó francia „királyi vérből való” herceg (prince du sang), VII. Lajos néven Enghien 10. (egyben utolsó) hercege (duc d’Enghien), a forradalmi és a napóleoni háborúk alatt Condé herceg emigráns royalista hadseregének (Armée des Émigrés) tisztje, több restaurációs kísérlet résztvevője. Bonaparte tábornok mint Első Konzul 1804-ben összeesküvés gyanújával külföldről elraboltatta és kivégeztette.

## Élete

### Származása, ifjúkora
Louis Antoine de Bourbon–Condé herceg a chantilly-i kastélyban született. Édesapja VI. Louis de Bourbon–Condé herceg volt (1756–1830), Condé utolsó hercege, V. Louis Joseph de Bourbon-Condé hercegnek (1736–1818) és Charlotte de Rohan–Soubise hercegnőnek (1737–1760) fia, akit gyakran Bourbon hercege (duc de Bourbon) néven említettek.
Édesanyja Louise Marie Thérèse Bathilde d’Orléans hercegnő (1750–1822) volt, Orléans-i Lajos Fülöp királyi hercegnek (1725–1785), Orléans hercegének és Louise Henriette de Bourbon–Conti hercegnőnek (1726–1759) leánya, „Philippe Égalité” herceg húga, Orléans-i Fülöp hercegnek, a „Régensnek” (1674–1723) unokája. Louis Antoine volt egyetlen gyermekük, a Condé hercegi ház utolsó sarja. Mint Condé címzetes hercegének elsőszülött fia, megkapta az Enghien hercege (duc d’Enghien) címet, a dél-németalföldi Hainaut tartományban fekvő Enghien (flamandul Edingen) földbirtok neve után.
Louis Antoine herceg gyermekéveit apja birtokain, főleg a chantilly-i kastélyban töltötte. 1778-ban szülei egy álarcosbálon vettek részt, ahol apjának unokafivére, Károly Fülöp királyi herceg, Artois grófja, XVI. Lajos király öccse, a jövendő X. Károly király szemet vetett anyjára, Marie Therèse hercegnére. Az incidensből botrány kerekedett, Bourbon hercege elégtételt követelt és a Boulogne-i erdőben párbajt vívott Artois grófjával. Két évvel később, 1780-ban a szülők különváltak egymástól, mert Bourbon hercege nehezményezte, hogy felesége egy általa rendezett színdarabban kigúnyolta a Condé családot. Apja ezután több rangon aluli viszonyt folytatott. Egyik szeretőjétől, Marguerite Catherine Michelot kisasszonytól, a párizsi Opera énekesnőjétől két törvénytelen leánya  született, Louis Antoine herceg féltestvérei:
- Adélaïde Charlotte Louise (1780–1874), aki először 1803-ban Londonban Patrice Gabriel de Montessus-höz, Rully grófjához († 1831), majd 1833-ban Guy de Chaumont-hoz, Quitry grófjához, I. Napóleon császár korábbi kamarásához ment férjhez.
- Louise Charlotte Aglaé (1782–1831).

A herceg kiváló nevelést kapott, tanítómestere a történész Millot abbé (1726–1785) volt, katonamesterségre Vinieux kapitány oktatta. Korán kiütközött rajta a Condé-házi hercegek hercegek harcos lelkülete. Katonai pályáját 16 éves korában, 1788-ban kezdte.

### Harcban a forradalom ellen
1789-ben, már néhány nappal a Bastille elfoglalása után a 17 éves Louis Antoine, Enghien hercege apjával és nagyapjával együtt elhagyta Franciaországot, még a forradalmi zavargások kitörése előtt. (Anyja, Louise Marie Thérèse Bathilde hercegnő és nagybátyja, Louis Philippe Joseph herceg súlyos családi veszekedéseket követően Franciaországban maradtak.)
Enghien hercege beállt a royalista Emigráns Hadseregbe (Armée des Émigrés), amit saját apai nagyapja, Louis-Joseph, Condé hercege szervezett a Rajnán túl azzal a céllal, hogy Franciaországba bevonulva megvédje a királyt és helyreállítsa az ancien régime-et. 1794-ben, a forradalmi háborúk kitörésekor Enghien hercege átvette a Francia Királyi Hadsereg (Armée Royale Française) parancsnokságát, és csatlakozott a Brunswicki Károly herceg parancsnoksága alatt Franciaország ellen vonuló osztrák–német szövetséges haderőhöz. 1794. február 2-án Enghien hercege megkapta a Szent Lajos-keresztet (Croix de Saint Louis) az emigráns  Condé-hadseregben teljesített értékes szolgálataiért. Az inváziós kísérleteket azonban a forradalmi hadsereg visszaverte.
Katonai kudarcok sora után 1801-ben, a lunéville-i békeszerződés értelmében az emigráns hadseregeket fel kellett oszlatni. Enghien hercege 1803-ban a Badeni Őrgrófság területén, a francia határhoz közel fekvő Ettenheim városában telepedett le élettársával, Charlotte de Rohan-Rochefort hercegnővel (1767–1841), Rohan bíboros unokahúgával együtt. Louis Antoine feleségül akarta venni Charlotte hercegnőt, de nagyapja, Condé hercege erősen ellenezte unokájának házassági tervét annak ellenére, hogy a leány is igen jónevű hercegi házból származott.

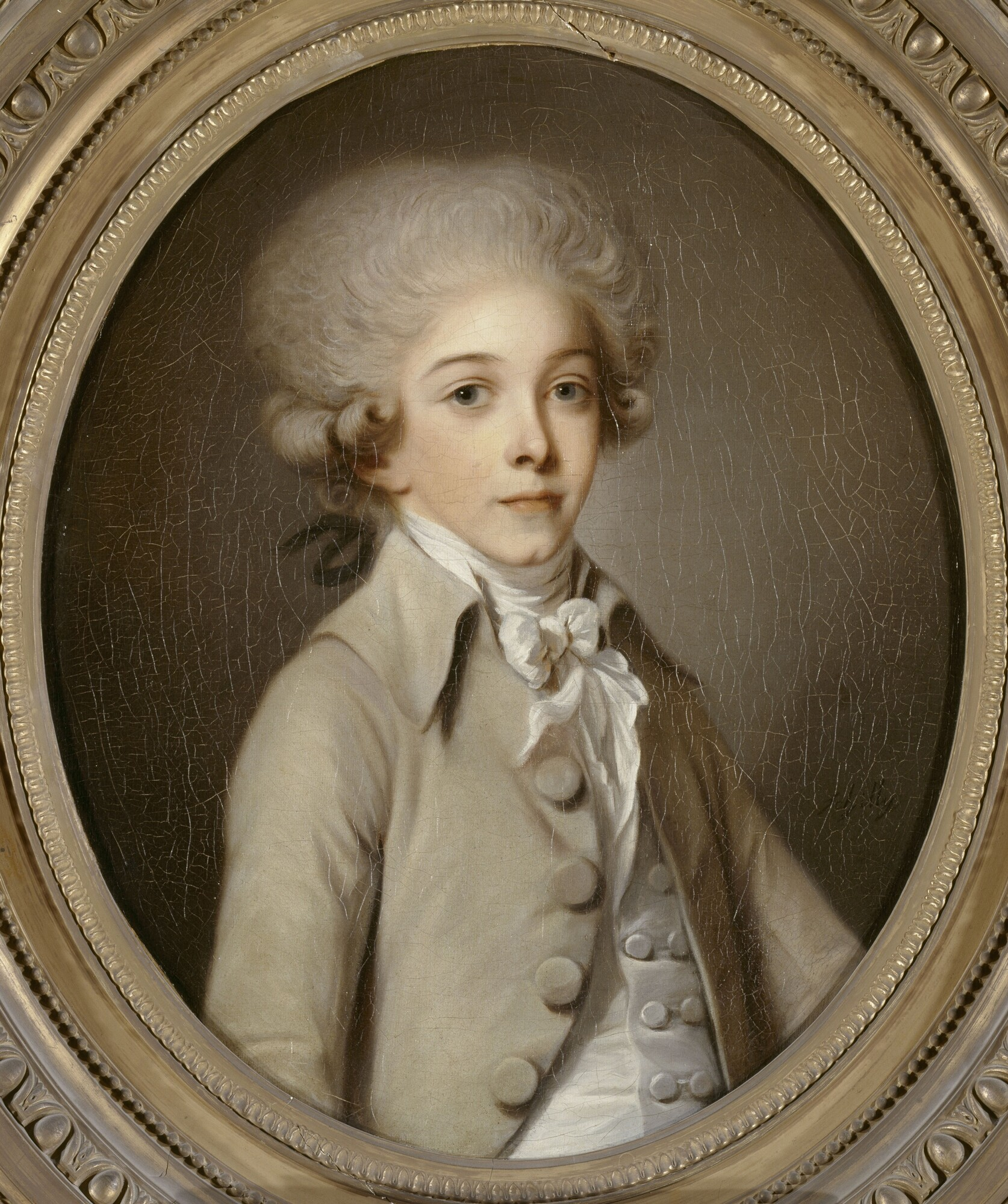
Enghien hercege gyermekkorában
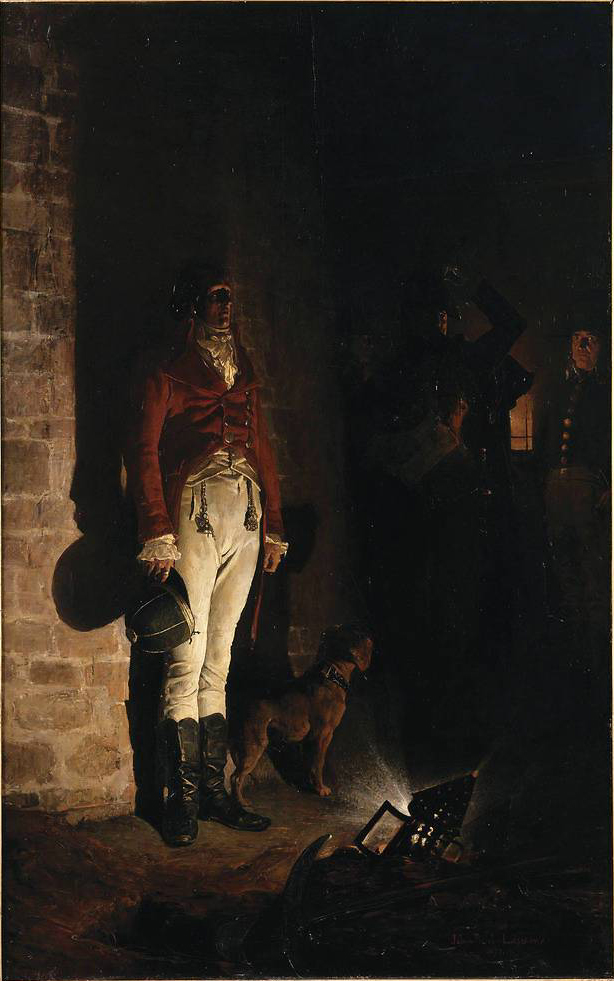
Enghien hercege a vincennes-i vár árkában (J.P. Laurens, 1873.
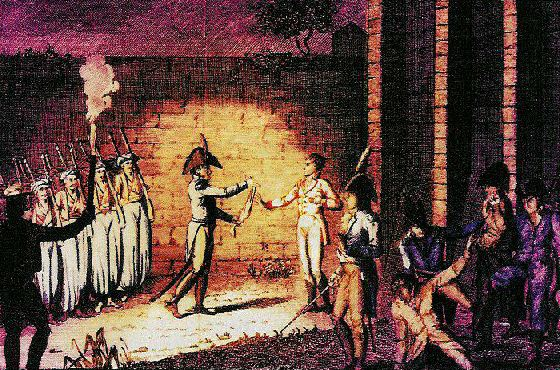
Enghien herceg kivégzése, 1804. március 21.
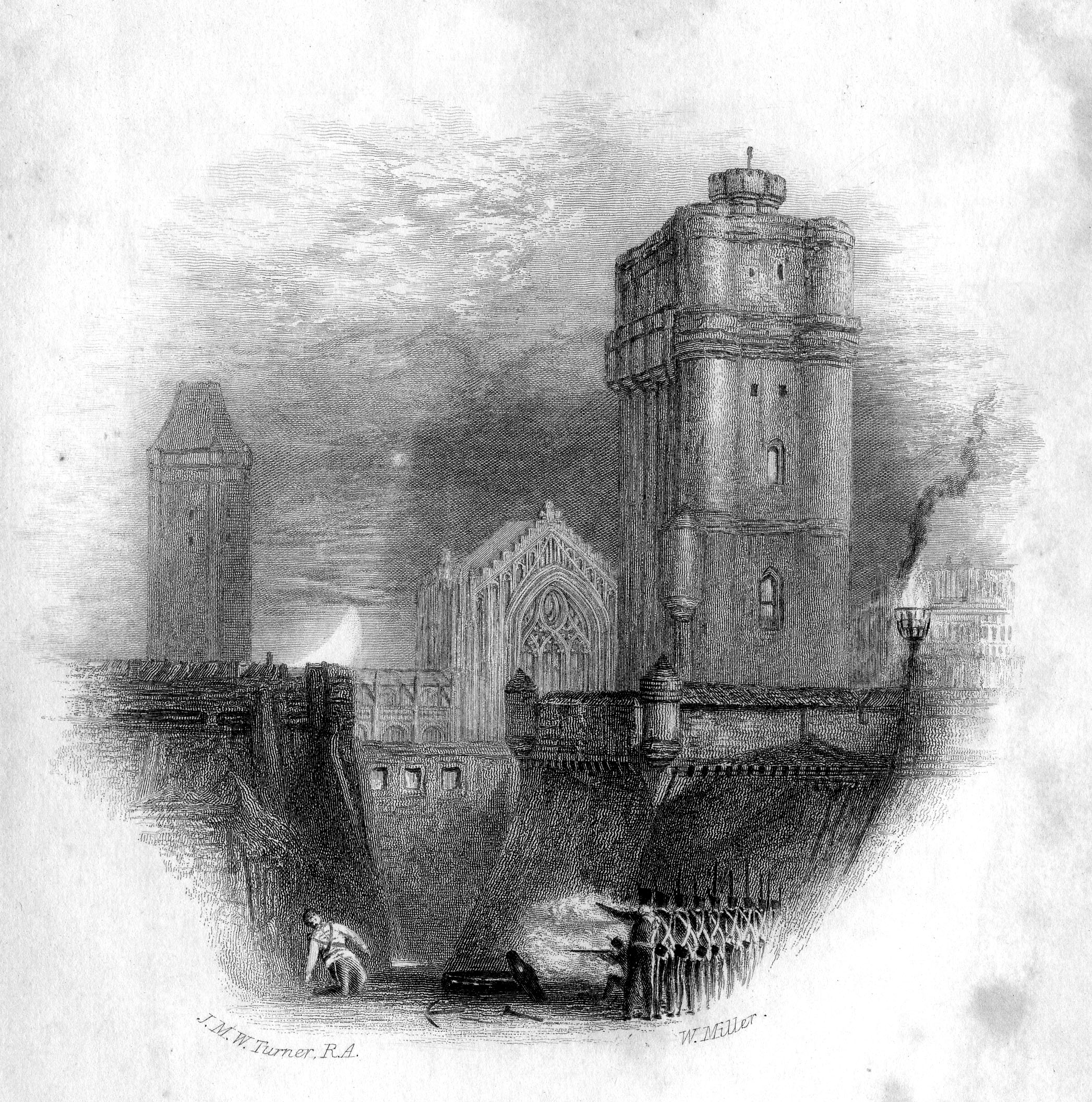
William Miller metszete a kivégzésről (J.W. Turner után)

### Elrablása és kivégzése
1803 októberében a párizsi titkosrendőrség újabb royalista összeesküvés nyomára jutott. A részvevők Napoléon Bonaparte tábornok, az Első Konzul életére törtek volna. A szervezkedést utóbb a „XII. évi összeesküvésnek” („La Conspiration de l'An XII”) nevezték, a forradalmi naptárra utalva. A merényletet a néhány hónappal korábban Angliából illegálisan hazatért Cadoudal, a vendée-i „huhogók” („les chouans”) egyik vezére, és a Bourbonokhoz átpártolt Pichegru tábornok szervezték, de részt vett benne Moreau tábornok is. Valamennyiüket elfogták, vallomásaikból és a náluk talált papírokból kitűnt, hogy egy királyi vérből való herceg (prince de sang) érkezésére vártak, ezután léptek volna akcióba.
Bonaparte tábornok felismerte, hogy veszélyes királypárti szervezkedésre bukkantak, hasonlóan az áruló Dumouriez tábornok által külföldről szervezett korábbi akciókhoz. Talleyrand külügyminiszter azt sugalmazta az Első Konzulnak, hogy a határ túloldalán, Ettenheimben várakozó Enghien herceg személye az összeesküvés kulcsa. A royalisták demoralizálásának céljából javasolta a herceg elfogatását. Savary tábornok, a titkosrendőrség főnöke is Enghien hercegét gyanította a háttérben. A gyanú – és Talleyrand sugalmazása – alapján az Első Konzul elrendelte a herceg letartóztatását.
Az emberrablást Savary rendőrfőnök nyomban végre is hajttatta. Utasítására 1804. március 15-éről 16-ára virradó éjszakán Ordener tábornok vezetésével egy 1 065 francia dragonyosból álló különítmény átkelt a Rajnán, és behatolt a Badeni Őrgrófság területére, figyelmen kívül hagyva a nemzetközi jog előírásait. Ettenheimben rátörtek Enghien hercegre. Fogolyként áthurcolták az államhatáron. Strasbourg-ba vitték, innen 20-án átszállították a Vincennes-i erődbe.
Megérkezése után azonnal főtisztek csoportja hallgatta ki. Az eredményekről az Első Konzult folyamatosan tájékoztatták. Az első kihallgatások után Bonaparte tábornok előtt világossá vált, hogy a herceg nem részese a Cadoudal–Pichegru összeesküvésnek. A vádat gyorsan megváltoztatták. Enghien hercegét immár azzal vádolták, hogy a forradalmi háborúkban fegyverrel harcolt Franciaország ellen, és új európai koalíciót igyekezett kovácsolni Bonaparte tábornok uralma ellen. Ezek a vádpontok közelebb álltak a valósághoz, mint az eredetiek. Nem volt azonban bizonyítható, hogy a herceg ténykedése valóban veszélyt jelentett-e Bonaparte tábornok életére. Bonaparte és Savary azonban nem tértek el szándékuktól, elrettentő példát akartak statuálni. (Megjegyzendő, hogy a vádlott közvetlenül kívánt az Első Konzulhoz fordulni, de Savary ezt mindvégig megakadályozta).
A herceget még aznap, március 20-án este hadbírósági tanács elé állították, ahol Pierre-Augustin Hulin tábornok elnökölt. A gyors tárgyalás puszta formasággá vált. A vádlottnak nem volt védője, tanúkat sem hallgattak meg. Bizonyítékok nélkül, puszta feltételezésre alapozva a herceget az állam biztonsága elleni összeesküvés („complot contre la sûreté de l’État”) vádjával halálra ítélték. március 21-ére virradó éjjel a tárgyalóteremből egyenesen a vincennes-i kastély árkába vezették, ahol a felsorakozott kivégzőosztag agyonlőtte. Testét a kivégzés színhelyén előre megásott sírba vetették.

### Az ügy politikai visszhangja
A kivégzés nyomán, amelyhez szinte semmi értelmes politikai érdek nem kötődött, felháborodás hullámzott végig az európai királyi udvarokon. Franciaország szövetségesei is tiltakoztak. A francia királypártiak dühödten vádolták Bonapartét, hogy egy kézlegyintéssel megszabadult a nagy múltú francia királyi ház (Maison de France) utolsó leszármazottjától.
Antoine de Boulay gróf, Meurthe megye küldötte nyilvánosan kijelentette: „Ez több, mint bűn: ez hiba.” Ezt a „bon mot”-t korabeli fültanúk hallották és idézték, de mivel Boulay képviselő nevét a nagyközönség alig ismerte, találó mondását később gyakran Fouchénak, sőt magának Talleyrand-nak, az emberrablás értelmi szerzőjének tulajdonították.
Nem sokkal később Pichegru tábornok öngyilkosságot követett el börtönében. 1804. június 25-én Cadoudalt, 11 társával együtt guillotine-nal lefejezték. Kivégzése előtt Cadoudal ezt mondta keserűen: „Királyt akartunk csinálni, császárt csináltunk!”  Valóban, a kivégzések után néhány hónappal, 1804. december 2-án Bonaparte tábornok I. Napóleon néven császárrá koronáztatta magát. A stabilizálódó császári hatalom láttán számos királypárti csoport is – bármennyire is taszította őket Enghien herceg megsemmisítésének módja – sietve felsorakozott a franciák császára (Empereur des Français) mögé.

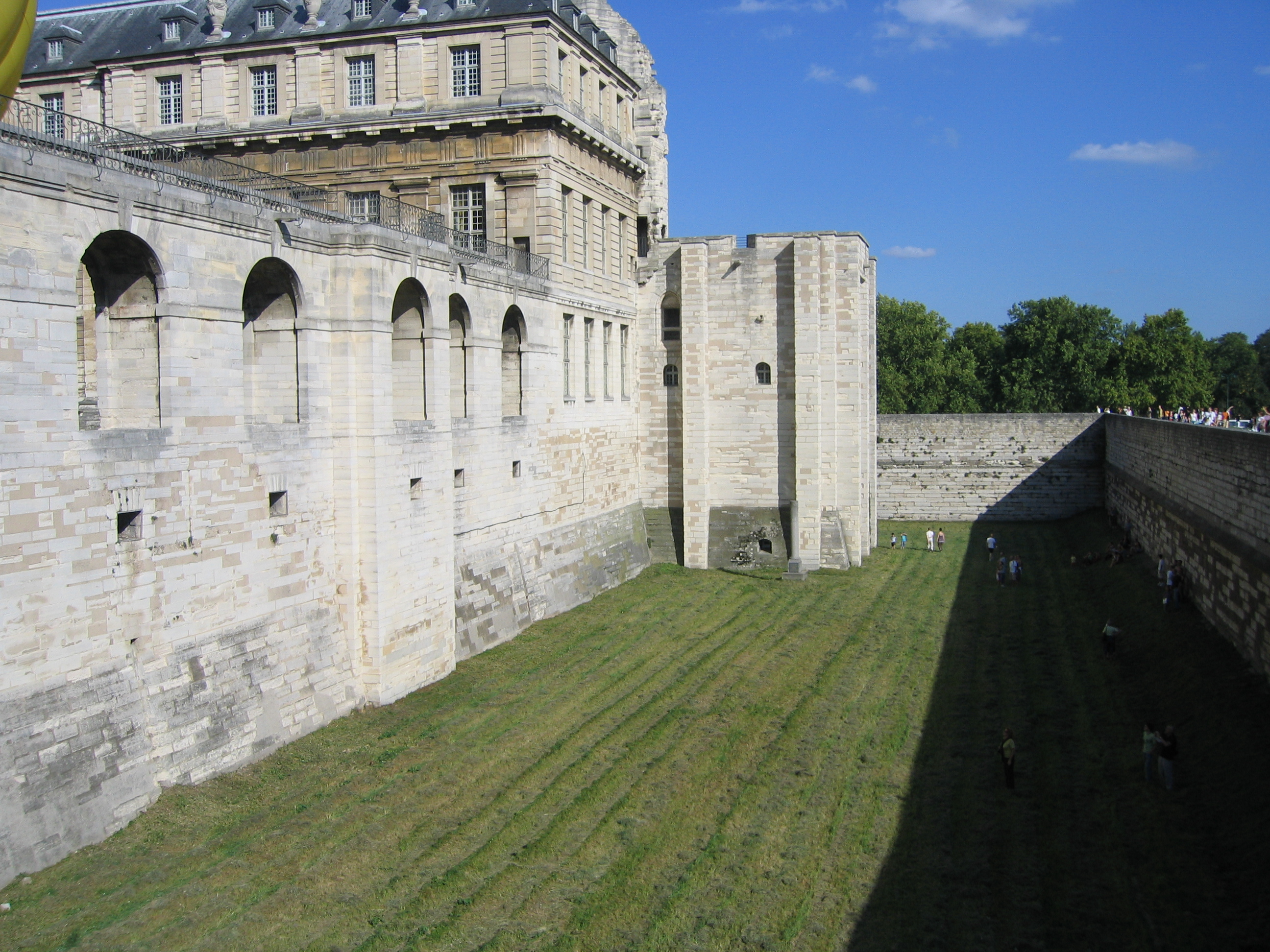
Kivégzésének színhelye
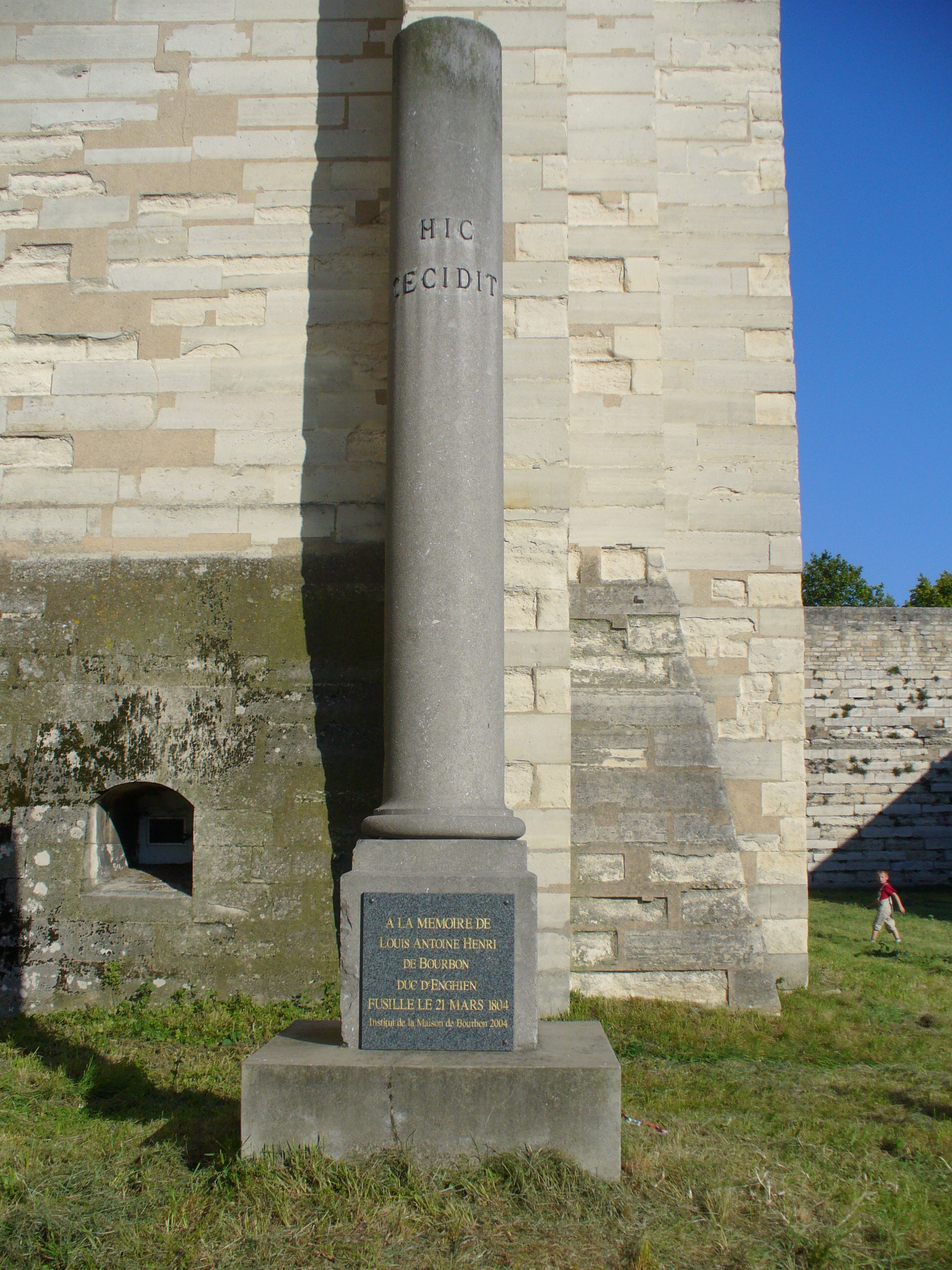
Emlékmű a kivégzés helyén
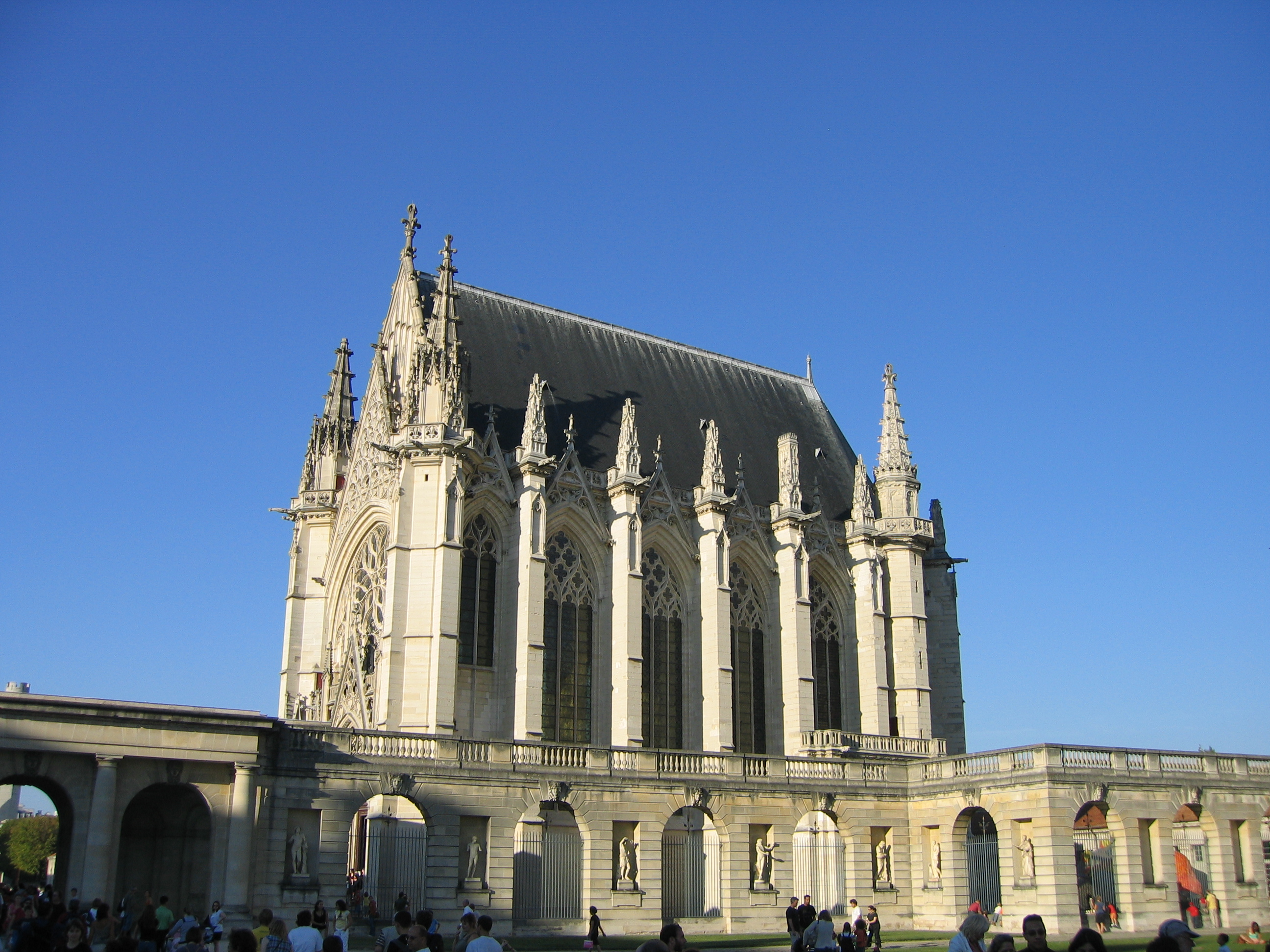
Nyughelye, a vincennes-i Kastélykápolna
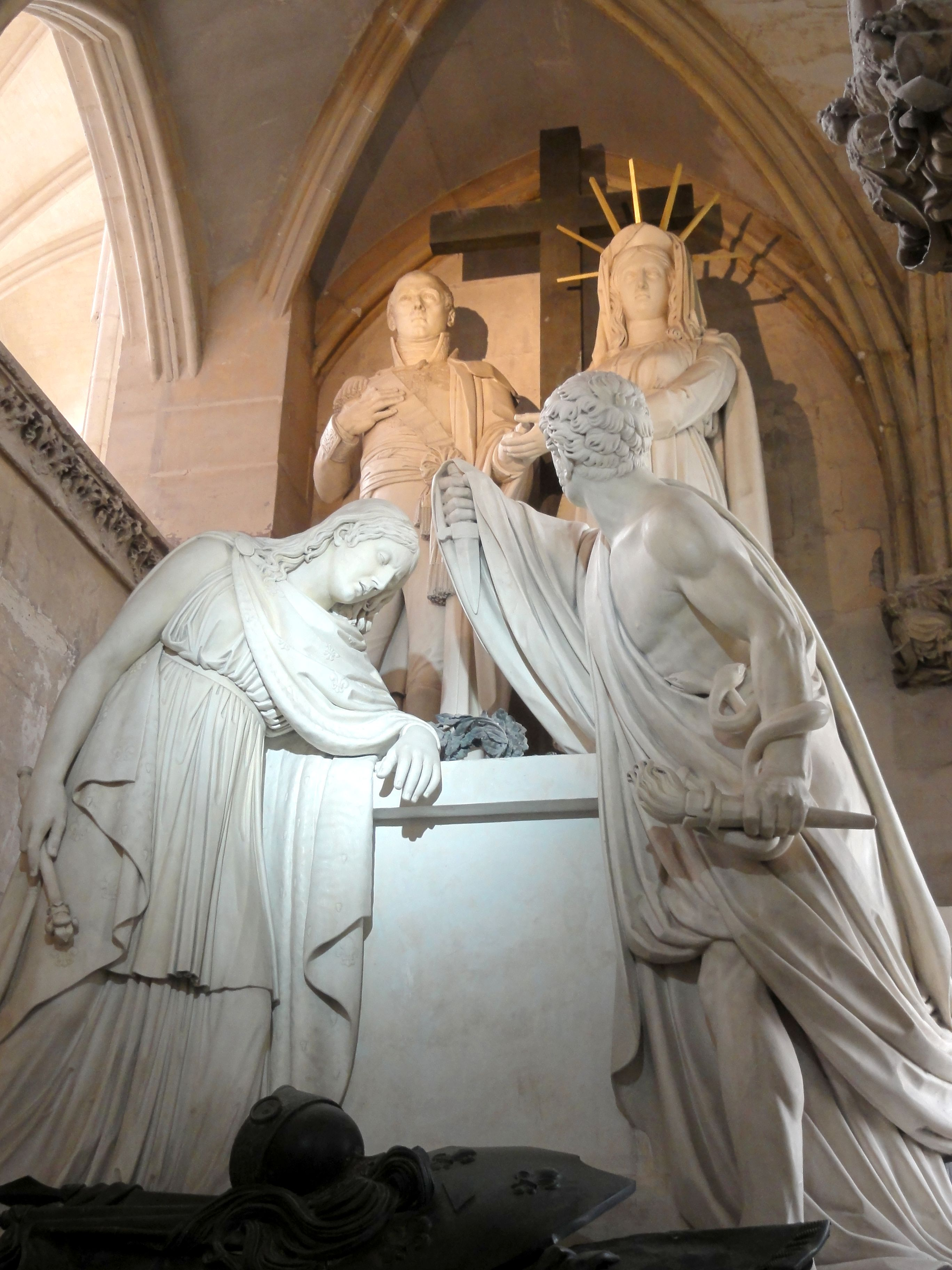
Síremléke a kastélykápolnában

### A király visszatér
A Bourbon-restauráció után Enghien hercegét a királyság mártírjai közé emelték. Földi maradványait 1816-ban XVIII. Lajos király kihantoltatta, és a vincennes-i kastély Sainte-Chapelle kápolnájában díszes márvány síremléket emeltetett számára (Lenoir műve). Enghien hercege máig itt nyugszik. Kivégzésének színhelyén, a Vincennes-i erdő felé néző (délkeleti) erődfal árkában, a Királyné Pavillonjának (Pavillon de la Reine) tövében emlékoszlopot emeltek, amely ma is megtalálható.
Chateaubriand szép emléksorokat írt Enghien herceg kivégzéséről Síron túli emlékiratok (Mémoires d'outre-tombe) c. művében. A herceg emlékét a francia királypártiak máig megőrizték, a vendée-i royalista felkeléseket vezető tábornokok emlékéhez hasonlóan. 2004-ben, halálának 200. évfordulóján a francia sajtóban és irodalmi közéletben méltatásokra és vitákra került sor.

## Szépirodalom, film
- Enghien herceg históriáját Tolsztoj is beillesztette Háború és béke c. regényébe. Az első kötetben arisztokraták egy csoportja tárgyalja az esetet, közülük egyedül Pierre Bezuhov veszi védelmébe Napóleont, mondván: „A forradalom idején a Bourbonok elmenekültek, és kiszolgáltatták népüket az anarchiának; egyedül Napóleon volt képes megérteni és legyőzni a forradalmat, és mivel a közjó érdeke forgott kockán, nem riadhatott vissza egyetlen ember halála miatt.”
- Pierre Cardinal francia filmrendező 1972-ben Les fossés de Vincennes (A vincennes-s vár árka) c. tévéfilmben dolgozta fel Enghien herceg életét és halálát. (Enghien: Jean-François Poron, Rohan hercegnő Fiona Lewis, Murat: Robert Etcheverry).
- A Napóleon és Josephine c. 1987-es amerikai romantikus tévésorozat bemutatja Enghien végzetét (1. évad 3. epizód, rendezte Richard T. Heffron, Bonaparte szerepét Armand Assante, Enghien hercegét Peter Hudson alakította).
- Jean-Claude Brisville: A hercegi vacsora („Le Souper”) c. színműve XVIII. Lajos király visszatérésének, 1815. július 6-ának előestéjén játszódik, a történet Talleyrand és Fouché elképzelt (?) tárgyalásáról szól, a hatalom megtartásának módjáról. A drámából 1992-ben Édouard Molinaro francia rendező hasonló címmel mozifilmet készített Claude Brasseur (Fouché) és Claude Rich (Talleyrand) főszereplésével. A történet Fouché emlékezteti Talleyrand-t a kivégzésben játszott szerepére.